# بينوا بيليتييه
بينوا بيليتييه هو أستاذ جامعي ومحامي وسياسي كندي، ولد في 10 يناير 1960 في مدينة كيبك في كندا. نشط حزبياً في حزب كيبيك الليبرالي. وقد انتخب عضو الجمعية الوطنية في كيبك ‏ (1998 – 2008).